# The Family of Man (tentoonstelling)

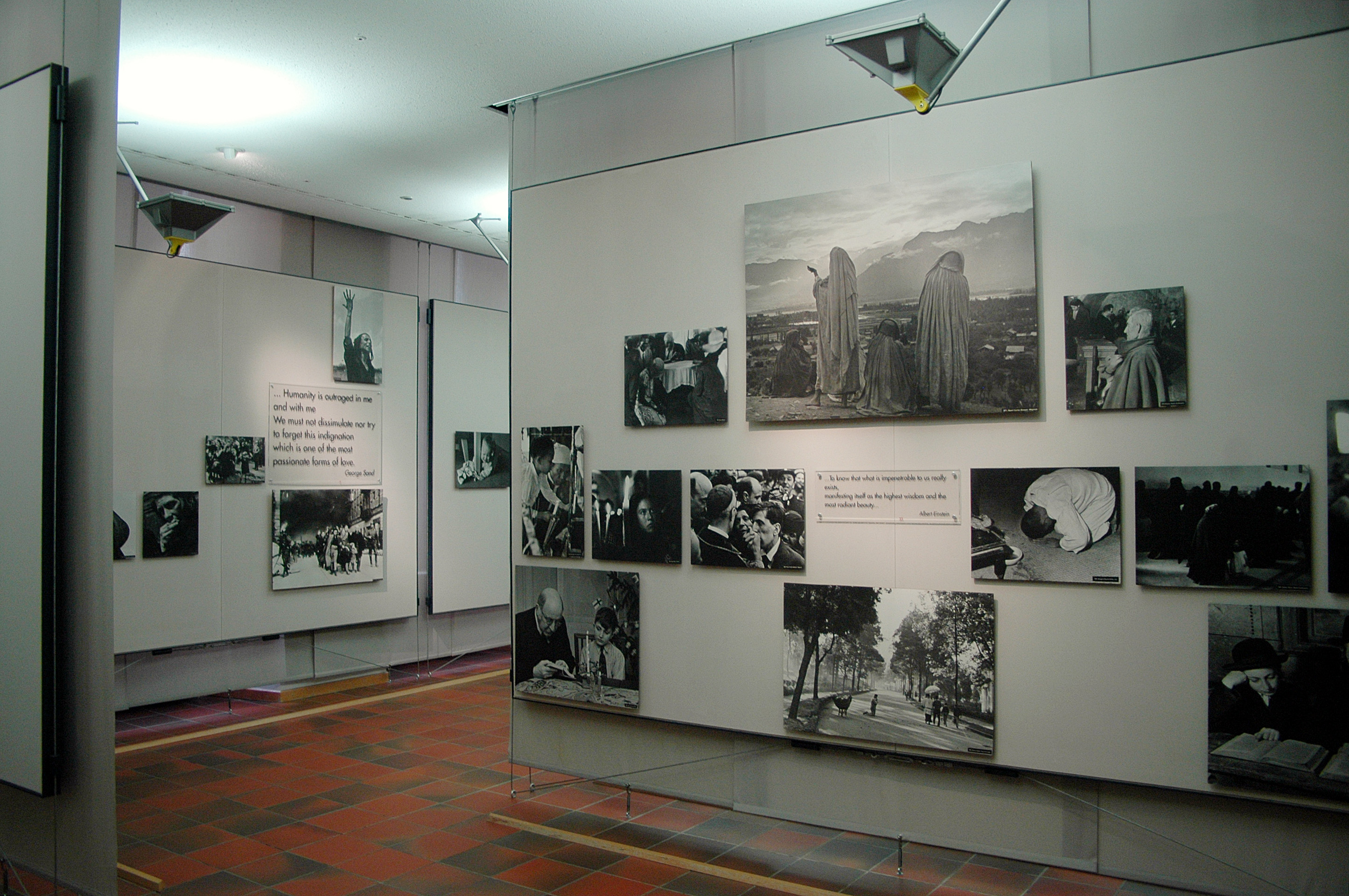
The Family of Man

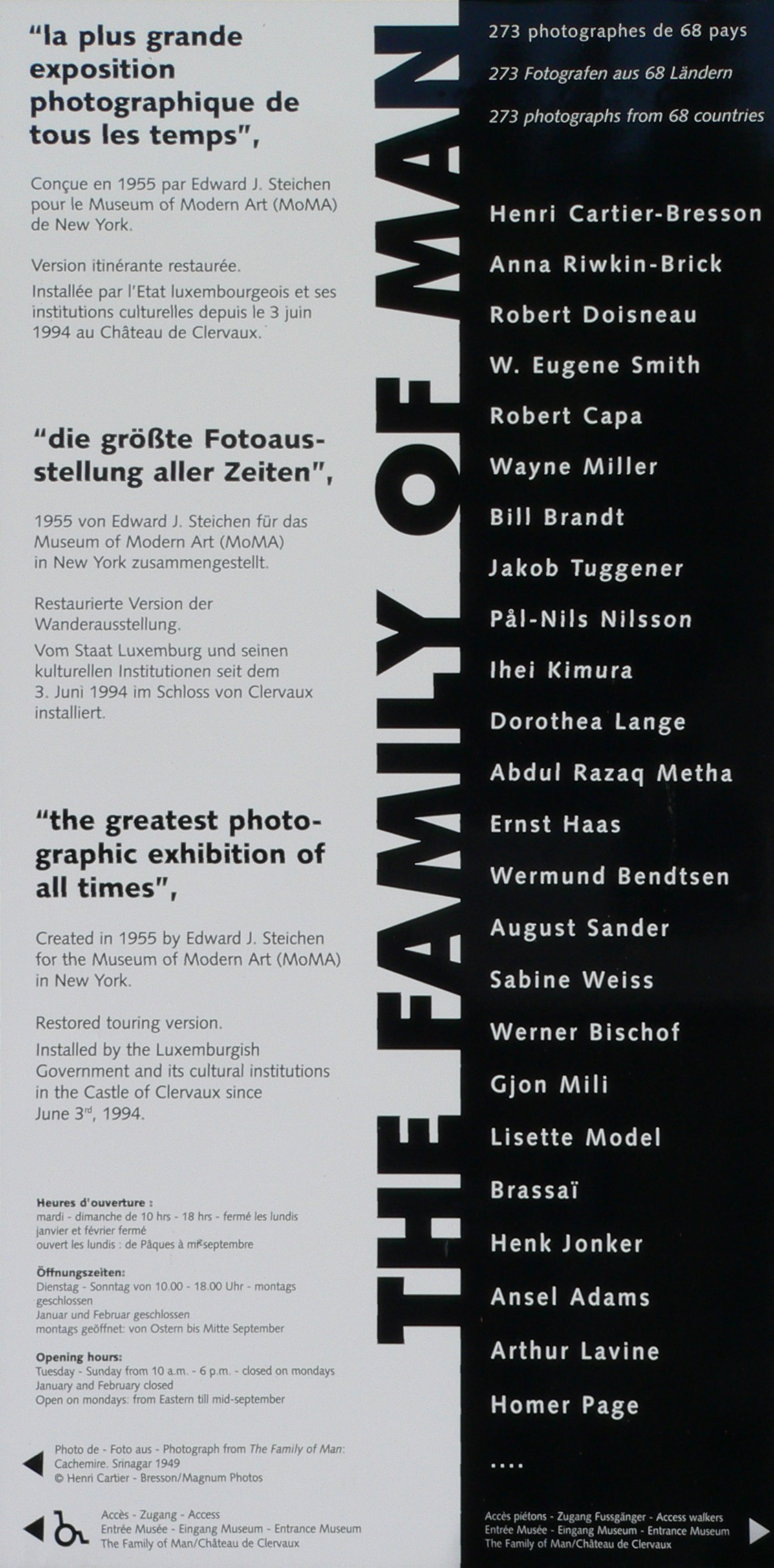
Introductie van de tentoonstelling

The Family of Man is een tentoonstelling van fotografie, samengesteld in 1955 door Edward Steichen voor het Museum of Modern Art in New York, die wel "De grootste fotografische tentoonstelling ooit" wordt genoemd. In de jaren 50 en 60 van de 20e eeuw trok ze meer dan negen miljoen bezoekers. Sinds 1964 bevindt de tentoonstelling zich in Clervaux (Luxemburg).
In 1964, aan het eind van haar wereldreis, werd de collectie door de Amerikaanse regering aan het groothertogdom Luxemburg gegeven. Tijdens een bezoek in 1966 spreekt Steichen uit dat "het belangrijkste werk van zijn leven" zijn definitieve plaats zou moeten krijgen in het Château de Clervaux.
De expositie bestaat uit 503 foto's die door Steichen zelf uit een totaal van 2 miljoen zijn uitgekozen. Er is werk van 273 fotografen uit 68 landen te zien, waaronder werk van de Belgische fotograaf Charles Leirens, de Nederlanders Emmy Andriesse, Éva Besnyő, Ed van der Elsken, Henk Jonker, Cas Oorthuys en Nico Jesse en de Zwitsers-Franse Sabine Weiss. De opstelling waarin de foto's tentoongesteld zijn is onder toezicht van Steichen ontworpen, en was op elke locatie van de wereldreis hetzelfde. De foto's maken deel uit van de ruimte: ze hebben verschillende formaten, verwijzen naar elkaar, liggen op de grond en hangen aan het plafond. In 37 thema's wil Steichen aspecten van het menselijk leven, zoals het zich tussen de uitersten van de geboorte en de dood op aarde afspeelt, laten zien,
Steichen wil de mensheid aan de individuele mens uitleggen. Zoals hij zelf zegt: "I am no longer concerned with photography as an art form. I believe it is potentially the best medium for explaining man to himself and his fellow man". We maken allemaal deel uit van de grote familie der mensen.
In 2003 werd The Family of Man op de Memory of the world-lijst van UNESCO geplaatst.

Van september 2010 tot juli 2013 was de tentoonstelling gesloten wegens renovatie van de tentoonstellingszalen en restauratie van de getoonde werken. Sinds juli 2013 is de tentoonstelling weer te bezichtigen.

## Foto's die opgenomen zijn in de tentoonstelling (selectie)

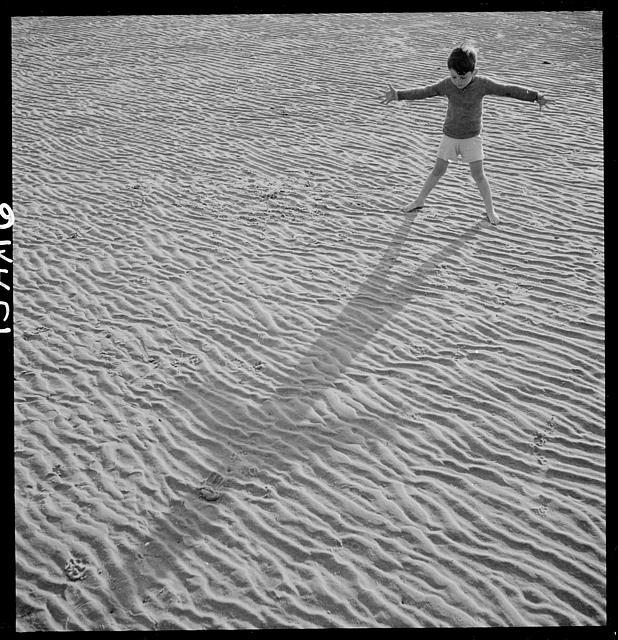
Toni Frissell
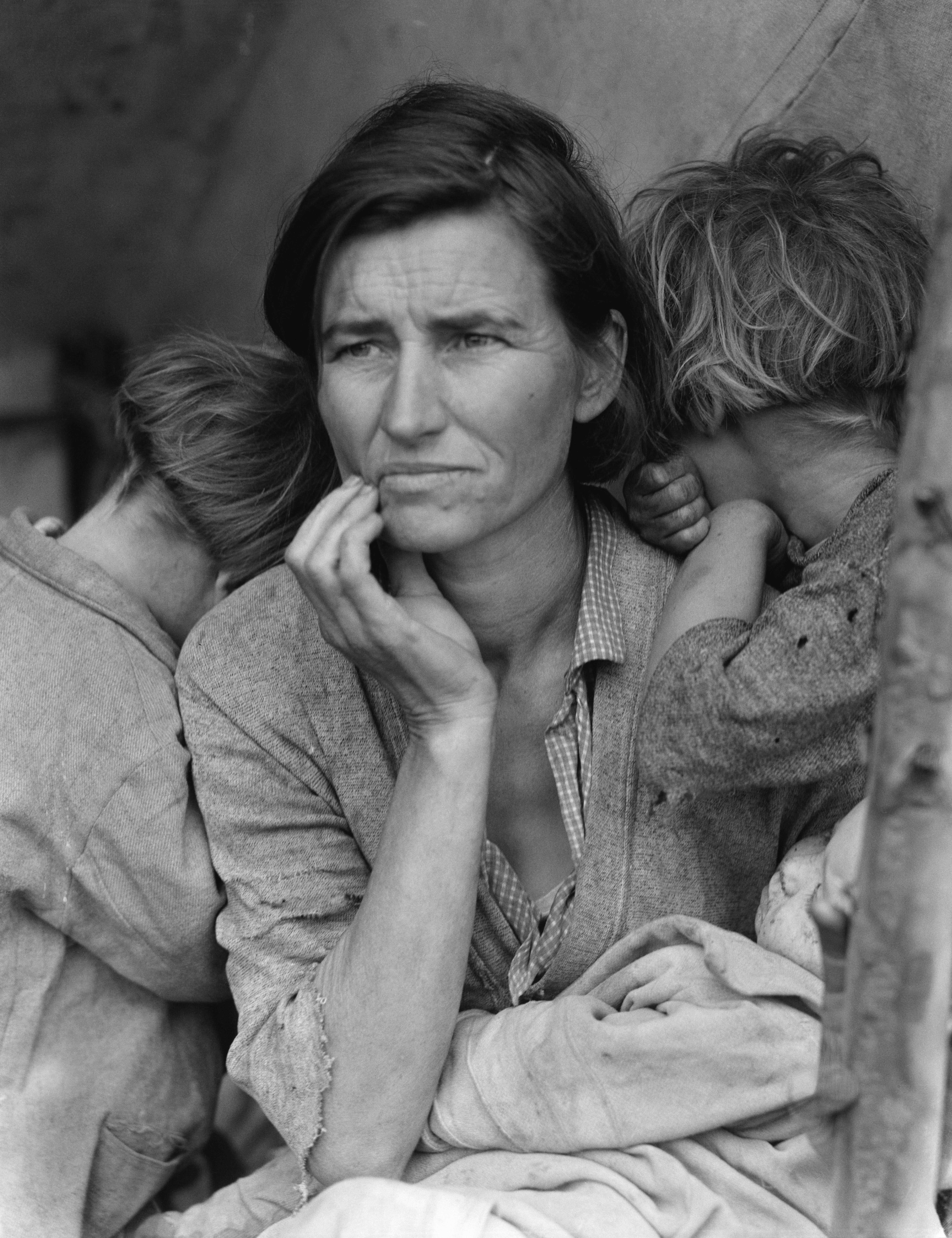
Dorothea Lange
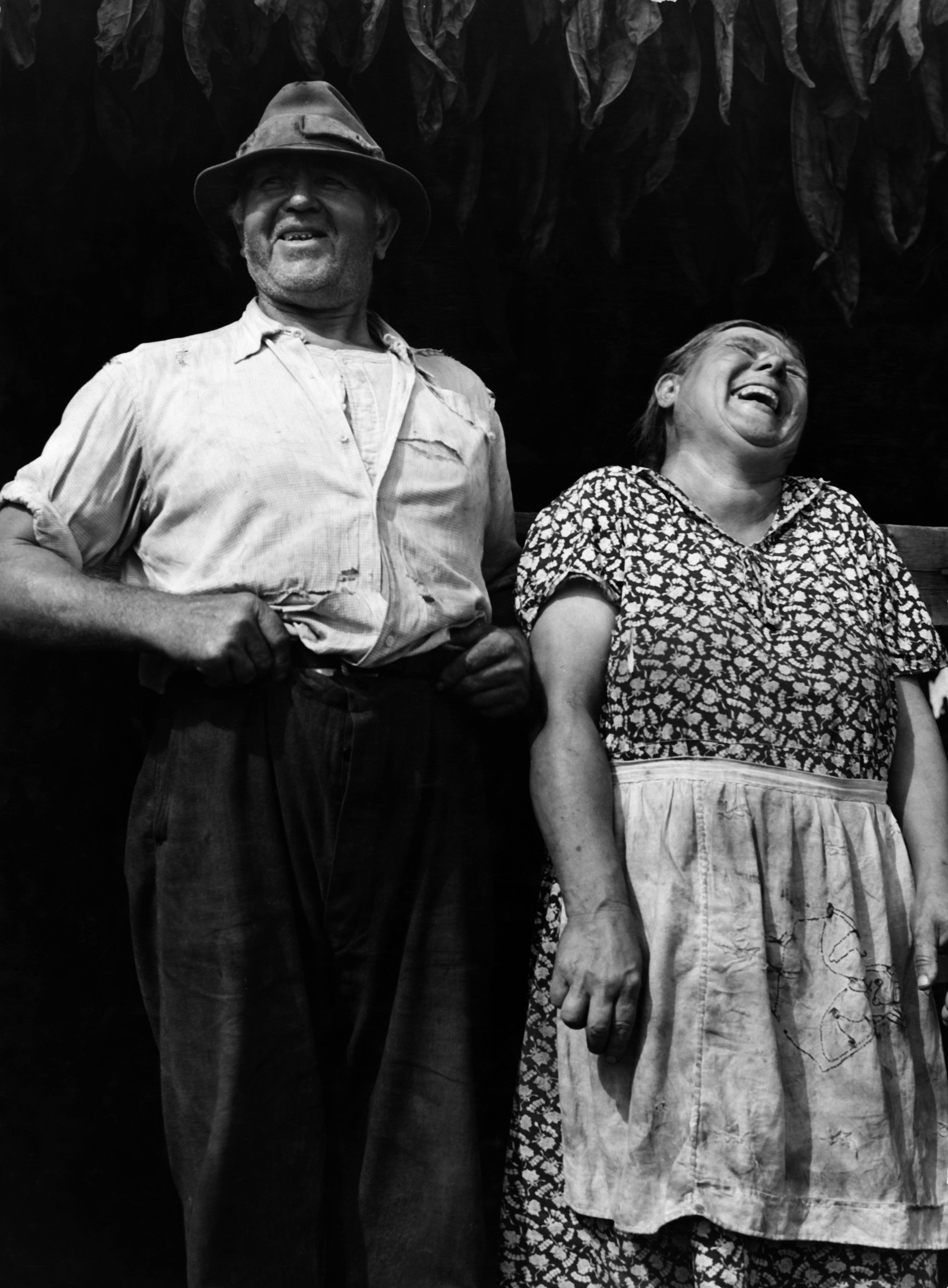
Jack Delano
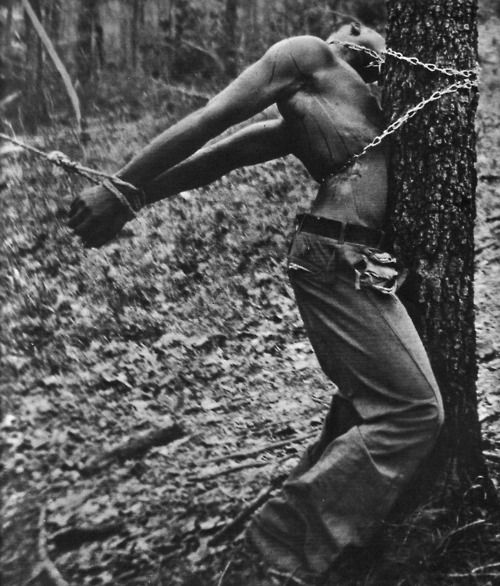
onbekend
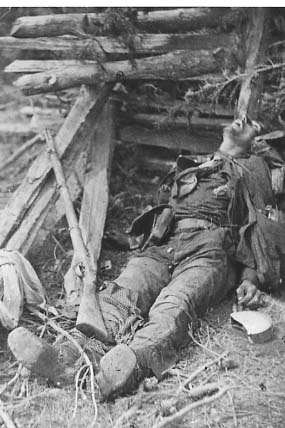
Mathew Brady c. 1861
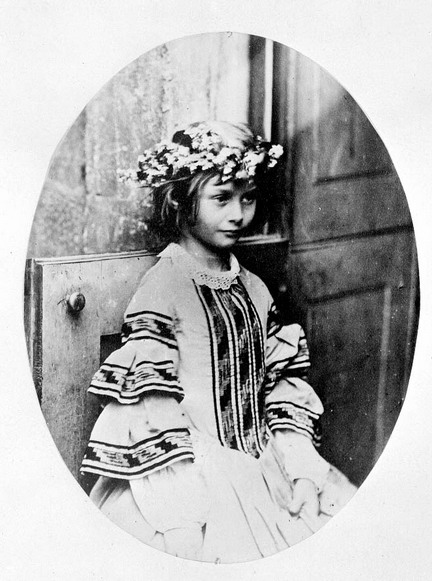
Lewis Carroll c. 1862
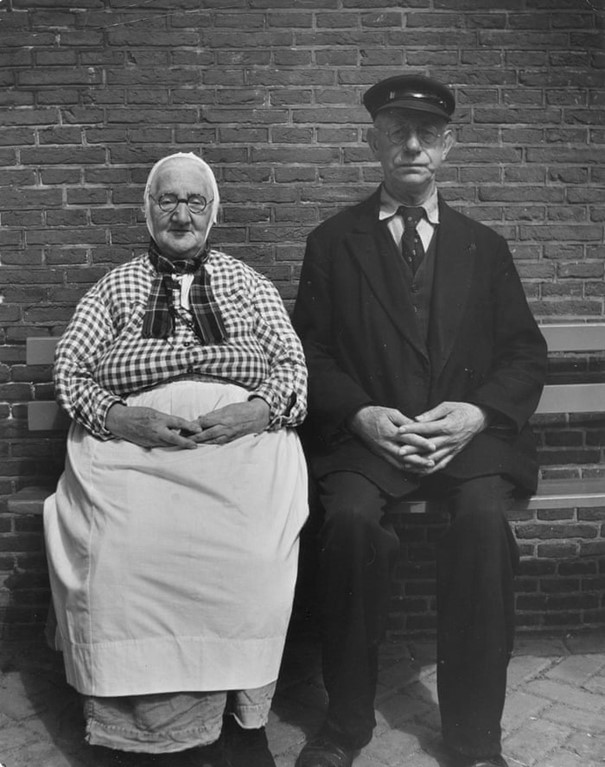
Echtpaar (Emmy Andriesse, 1947)